# André Franquin

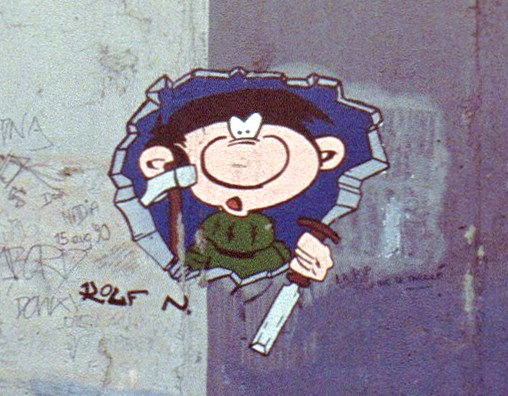
Guust weergegeven op een fragment van de Berlijnse Muur

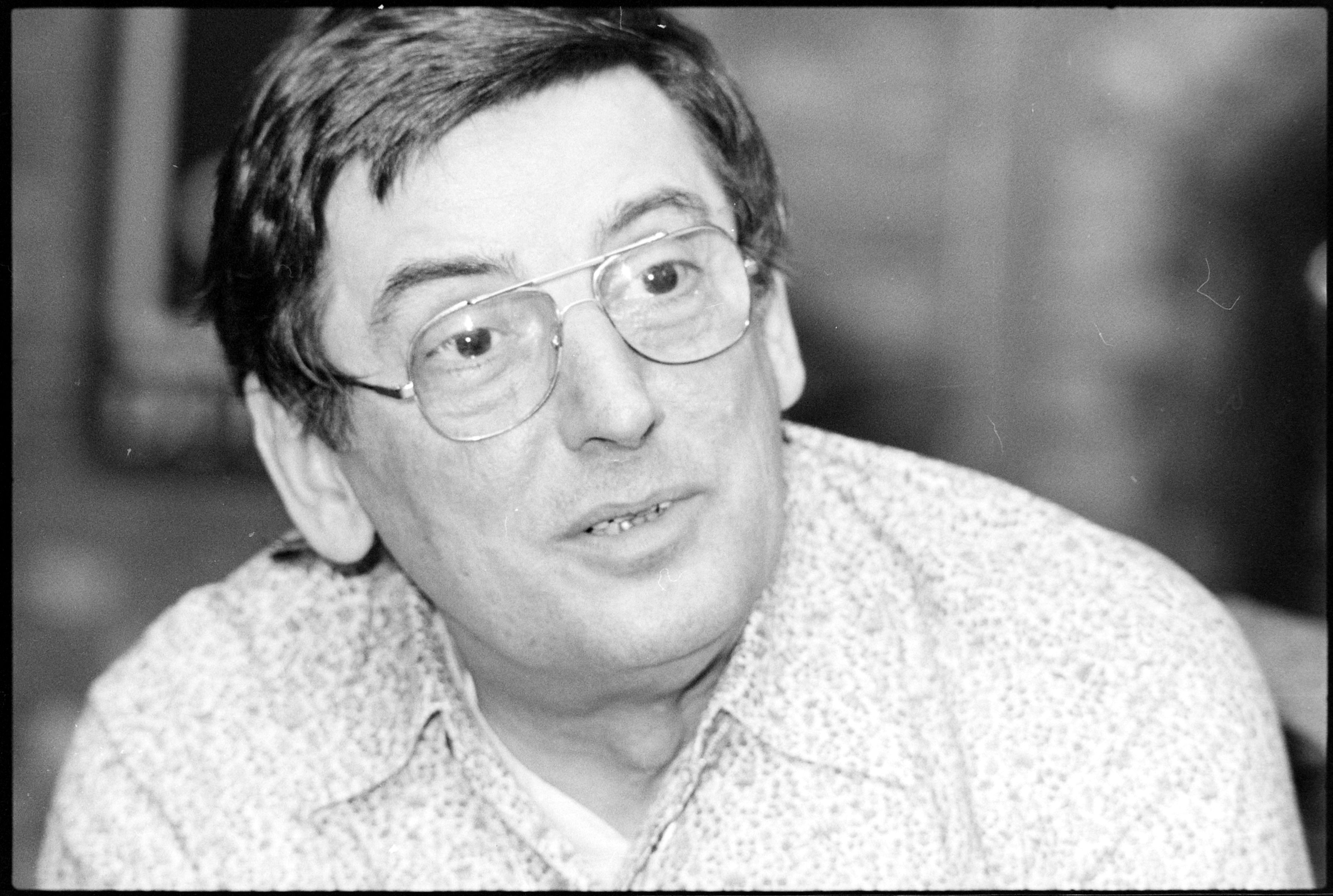
André Franquin in 1979

André Franquin (Etterbeek, 3 januari 1924 - Saint-Laurent-du-Var, 5 januari 1997) was een Belgische striptekenaar, vooral bekend om zijn reeks Guust. Daarnaast was hij medeauteur van de serie Marsupilami en Robbedoes en Kwabbernoot.

## Biografie

### Vroege carrière
Franquins tekencarrière begon in 1935 toen zijn werk gepubliceerd werd in de krant La Nation Belge. Na een Grieks-Latijnse opleiding aan de Sint-Bonifatiusschool in Brussel trok hij in 1942 naar de Sint-Lucasacademie waar hij Eddy Paape leerde kennen. Franquins interesses strookten echter niet met die van de school. De school was religieus en conservatief ingesteld, terwijl Franquin veeleer opkeek naar de typisch Amerikaanse cultuur van komische films, cartoons, comics en tekenfilms. In het najaar van 1944 rond de Bevrijding sloot de school een tijdje haar deuren vanwege de bombardementen op Brussel. Franquin bleef daardoor een tijdje bij zijn ouders wonen zonder naar eigen zeggen vaak uit bed te komen. Franquin keerde nadien ook niet meer terug naar het instituut, want hij had intussen werk gevonden. Op aanbeveling van Paape, die inmiddels als animator werkte, kon Franquin aan de slag in tekenfilmstudio CBA waar ook de latere striptekenaar Maurice De Bevere (Morris) werkte en wat later ook Pierre Culliford (Peyo) kwam werken. Franquin kon de eigenaar van de tekenfilmstudio overtuigen met een reeks tekeningen en werd aangesteld als animator, wat een van de hogere functies was. Franquin kon er goed opschieten met Geo Salmon, Morris en Jacques Eggermont. Met Salmon maakte hij in zijn vrije tijd twee filmpjes, met Eggermont deelde hij het dromerige karakter en met Morris had hij gedeelde interesses in jazz en de Amerikaanse popcultuur. De invloed van Morris, die al meer technische vaardigheden had, doet Franquins tekenstijl omvormen van een realistische stijl naar een meer cartoonachtige stijl. Toen de studio failliet ging kon Franquin via De Beveres connecties bij uitgeverij Dupuis als illustrator beginnen. De bladen die hij met zijn tekenwerk mocht opvrolijken waren Le Moustique, Spirou (Robbedoes) en tot 1947 het verkennersblad Plein Jeu.

### Robbedoes en Kwabbernoot
Op aanvraag van Charles Dupuis werden De Bevere en Franquin door Joseph Gillain, die toen Robbedoes en Kwabbernoot tekende, verder ingewijd in het tekenvak. In 1946 mocht Franquin na een eerste vingeroefening in de Robbedoes Almanak 1947 de serie overnemen. Hij voltooide Gillains verhaal "Het geprefabriceerde huis" en zou de reeks zo'n 21 jaar voort zetten.
De verhalen die Franquin tijdens deze periode rond Robbedoes en Kwabbernoot tekende worden algemeen beschouwd als de meest ingenieuze, spannende en grappigste avonturen die ooit rond de figuren getekend werden. De populariteit van de reeks en het blad nam toe en door zijn toedoen maakten ook veel nieuwe personages hun intrede, zoals de zwaar besnorde professor en graaf Pancratius Edelhart Ladislas Philippus Van Rommelgem (1950), Kwabbernoots gemene achterbakse neef Wiebeling (Robbedoes en de Erfgenamen, 1951), en het vreemde langstaartige dier, de Marsupilami (1952).
In 1950 trouwde Franquin met Liliane Servais.

### Ton en Tineke, de Marsupilami en Guust
In 1955 creëerde Franquin voor het weekblad Kuifje en haar uitgeverij Le Lombard de gagstrip Ton en Tineke (Modeste et Pompon). De reeks werd vier jaar getekend door Franquin en werd daarna voortgezet door Dino Attanasio.
In 1956 schonk Franquin de inmiddels steeds geliefder geworden Marsupilami zijn eigen al even succesvolle spin-off. De echte Marsupilamireeks zag echter pas het licht in 1987, na jaren in de vergetelheid.
Een jaar later, in 1957 maakte Guust Flater (Gaston Lagaffe) zijn debuut. Het was de tekenaar opgevallen dat alle stripfiguren een beroep uitoefenden. Lucky Luke was een cowboy, Robbedoes een hotelhulpje, Kuifje een journalist, ... en daarom vond hij het een uitdaging eens een reeks te maken rond iemand zonder beroep. Zo verscheen de slome Guust zonder uitleg of naam in weekblad Robbedoes. Na een aantal weken van anonimiteit kreeg hij zijn naam en vrolijkten zijn flaters de redactionele artikels op. De uit één cartoon bestaande gags werden zo populair dat Franquin al snel met een echte stripreeks begon (Guust) op twee stripstrookjes. Ruim 400 gags later werd dit een volledige pagina. Het Flateruniversum met de dagelijkse stommiteiten en onhandigheden van Guust op de Robbedoesredactie had tegen die tijd definitief vorm gekregen. Veel stripfans duiden alleen al vanwege de hilarische grappen en running gags de reeks aan als Franquins meesterwerk.
In 1957 tekende hij ook de eenmalige kerststrip Roeltje en de Elaoin.
Tot 1958 werkte Franquin van bij zich thuis, maar na de geboorte van zijn dochter Isabelle drong een verhuizing van zijn professionele activiteiten zich op. Zo ontstond Atelier Franquin, waar onder anderen Jidéhem, Jean Roba en Marcel Denis Franquin assisteerden bij zijn talrijke producties op dat moment. Naast zijn indrukwekkende productie voor weekblad Robbedoes bedacht hij in 1958 op vraag van zijn uitgever ook drie verhalen rond Robbedoes en Kwabbernoot voor Le Parisien Libéré. Jean Roba stond hem bij met het tekenwerk en Greg schreef één scenario. Franquin was op dat moment ook nog bezig met de autorubriek Starter en diverse illustraties voor weekblad Robbedoes/Spirou en voor Kuifje/Tintin maakte hij nog steeds Ton en Tineke.

### De jaren zestig en zeventig
In 1961 nam de wekelijkse stress om zijn tekeningen voor de streefdatum af te krijgen zo sterk toe dat hij wegens ziekte en oververmoeidheid het Robbedoes-album QRN op Bretzelburg onderbrak en het pas twee jaar later zou voltooien. Hij herschikte toen de eerste platen en werkte het verhaal verder af. 
In 1963 ontfermde hij zich over de jonge Egyptische tekenaar Roger Camille, die in zijn atelier in Brussel kwam werken. Hier creëerde Camille de stripfiguur Foufi. Franquin schreef verschillende gags uit de beginperiode van deze strip, die in 1964 werden gepubliceerd in een stripweekblad in Libanon.
Franquin vond dat hij al te lang met Robbedoes bezig was en in 1967 zette hij er een punt achter met Hommeles in Rommelgem. Jean-Claude Fournier volgde hem op en kreeg de toestemming alle personages die Franquin bedacht had voor de reeks verder te gebruiken. De enige uitzondering was de Marsupilami. Als blijk van vriendschap tekende Franquin het dier wel voor Fourniers eerste Robbedoesalbum.
In 1977 rolde de reeks Zwartkijken (Idées Noires) uit zijn potlood. De alleen in het zwart getekende gags bevatten al even donkere humor en toonden de tekenaar van zijn meest cynische kant. Ook zijn linkse politieke overtuigingen kwamen in de reeks sterker dan ooit tevoren naar boven. Vanwege de morbide en zwartgallige inhoud werd "Zwartkijken" niet overal gepubliceerd.
In Sprint/Le Trombone Illustré en later Fluide Glacial vond de reeks wel een plekje.
De Marsupilami sprong vanaf 1987 opnieuw rond in zijn eigen stripreeks, al fungeerde Franquin vooral als adviseur voor tekenaar Batem die de verhalen zou tekenen. Franquin had de rechten van zijn oeuvre, zoals de merchandising, afgestaan aan Marsu Productions. Hiermee zette hij met enige aarzeling een punt achter zijn woelige relatie bij uitgeverij Dupuis, waarvan de baas, Charles Dupuis, een vriend was. Hij zag echter dat Marsu zijn personages meer te bieden had.
Greg schreef de eerste scenario's voor de nieuwe Marsupilamireeks, maar enkele albums later sprong Yann in als schrijver. Na hem kwamen nog een aantal andere scenaristen.

### Laatste levensjaren
In 1989 ontwierp Franquin de tweedelige serie De Banjers, een collectie schetsen, bedoeld voor de Franse animatieserie Les Tifous. De wollige personages waren oorspronkelijk gecreëerd als educatieve televisiereeks voor kinderen.
Twee dagen na zijn 73ste verjaardag overleed Franquin aan een hartkwaal. Marsupilami, Ton en Tineke en Robbedoes en Kwabbernoot werden al van voor zijn dood voortgezet door andere auteurs. De andere reeksen werden stopgezet. 
In 2011 kreeg Guust een spin-off over diens neefje dat eerder in de hoofdreeks voorkwam. Na twee albums werd de reeks stopgezet. De reeks Guust zelf kreeg in 2022 een doorstart. Isabelle Franquin, dochter en erfgename van André Franquin, spande echter een rechtszaak aan om het verschijnen te voorkomen. Na een private arbitrage verscheen het boek in november 2023.

## Invloed en status
Franquin is een van de meeste geliefde striptekenaars uit België. Zijn typische
zwierige en losse tekenstijl, waarbij hij zelfs zijn eigen handtekening op het einde van een gagpagina tot een grap bewerkt, heeft veel tekenaars na hem beïnvloed en kreeg ook veel respect van collega's. Hergé, Gotlib en Albert Uderzo bewonderden zijn werk enorm. Hergé zei ooit: "Franquin is een grote kunstenaar, waarbij ik slechts een armzalige tekenaar ben."
Hij was in 1974 de allereerste laureaat van de Grand Prix de la ville d'Angoulême, uitgereikt op het internationaal stripfestival van Angoulême.
In 2005 verkoos men op de Franstalige televisiezender RTBF De Grootste Belg. Franquin eindigde op de 16e plaats. In de Vlaamse versie eindigde hij op nr. 117 buiten de officiële nominatielijst. In het voorjaar van 2007 liep in het Brusselse Autoworld een uitgebreide retrospectieve van Franquins werk.
De kinderbol van het Atomium is vernoemd naar André Franquin.

## Boek over Franquin
- Dossier Franquin, Kris de Saeger, Uitgeverij Arboris B.V., ISBN 90-343-2747-7
- De Wereld van Franquin, Uitgeverij Marsu Productions